# Fernet

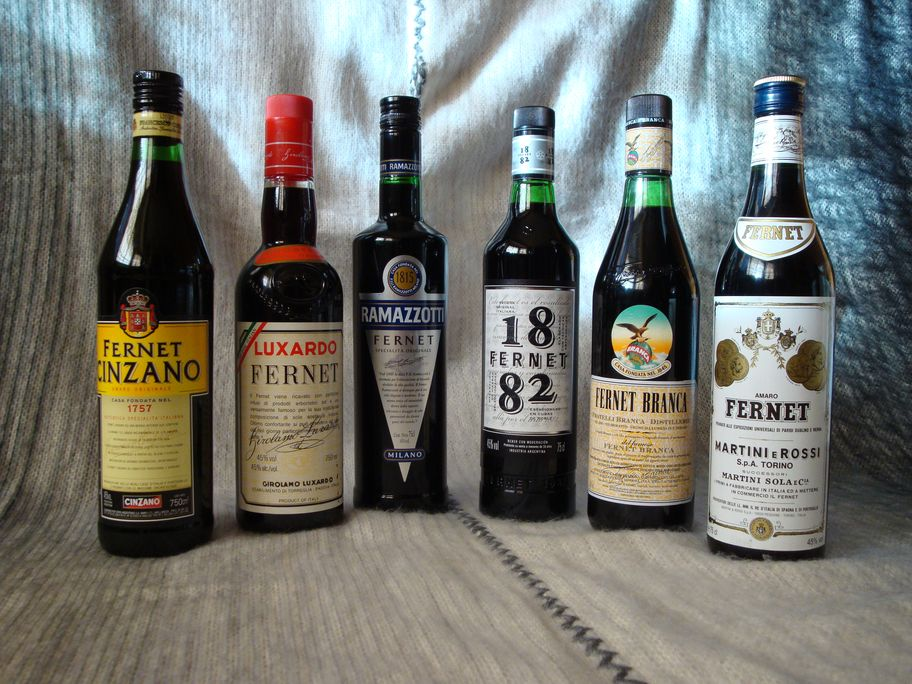
Olika sorters fernet.

Fernet är en spritdryck med ursprung i Milano i Italien. En fernet innehåller örter och kryddor, vanliga ingredienser är malört, mynta, apelsinskal och saffran. De olika växterna ger drycken den mörkt gröna, nästan bruna färgen.